# Homburg
Homburg (Humborch in tedesco palatino, Hombourg in francese) è una città tedesca della Saarland con una popolazione di 41 822 abitanti. È il capoluogo del circondario del Saarpfalz.

## Economia
La facoltà di medicina dell'Università della Saarland ha sede qui. La città inoltre è la sede della birreria Karlsberg (Karlsbräu). Tra le varie industrie insediate ad Homburg si annoverano la Michelin e la Bosch.

## Amministrazione

### Gemellaggi
- La Baule-Escoublac, dal 1984
- Ilmenau, dal 1989
- Albano Laziale, dal 16 aprile 2018

### Calcio
La squadra principale della città il Fußball-Club 08 Homburg/Saar, milita attualmente in Regionalliga Súdwest, la quarta serie del campionato tedesco di calcio.